# Planococcus citri
Planococcus citri, comúnmente llamado cotonet, es una especie de insecto de la familia Coccidae que frecuentemente es plaga de cítricos y ciertas plantas ornamentales.

## Descripción

### Morfología
La hembra adulta es amarillenta, ovalada y con segmentación dorsal evidente. Está recubierta de abundante secreciones céreas de aspecto blanco y polvoriento. Tiene patas, antenas, es móvil y segrega abundantes filamentos algodonosos que recubren la superficie de la planta. Los machos son alados, sin secreciones céreas y viven pocos días.

### Desarrollo
La reproducción es siempre bisexual. Las hembras ponen los huevos en las masas algodonosas que producen. En los países mediterráneos se observan de 4 a 6 generaciones anuales. Al ser móviles tienen capacidad de dispersión independiente. Las hormigas también transportan a las larvas y las defienden de los depredadores, ya que se alimentan de la abundante melaza que esta especie produce.
Las condiciones climáticas más favorables para esta especie son de calor y alta humedad.

### Localización en la planta
Prefiere la base de los frutos y en general zonas sombreadas y protegidas del sol y del viento, aunque se puede encontrar en cualquier punto de la superficie de la planta.

## Daños en los cultivos
Es muy polífaga atacando a adelfa, ciprés, hibisco Ficus, geranio... aunque destaca por los daños económicos causados en plantaciones de cítricos así como en cultivos en invernaderos.
En cítricos la combinación de las secreciones céreas y la melaza (y la consecuente aparición de la negrilla) ensucia y deprecia los frutos. Además si la población es alta puede producir un importante debilitamiento del árbol.

## Control

### Técnicas culturales
- Evitar plantaciones de vegetación excesivamente densa.
- Evitar el abuso en el riego.

### Control biológico
Entre los parasitoides destacan las avispillas parasitoides miembros de la familia Encyrtidae:
- Anagyrus psedococci
- Leptomastidea abnormis

Como depredadores se pueden destacar la cochinilla:
- Cryptolaemus montrouzieri

Aunque la presencia de hormigas custodiando las colonias del cotonet hacen complicado para los enemigos naturales ejercer un control efectivo, especialmente para los depredadores generalistas.

### Control químico
Para el control efectivo de esta plaga es importante tratar los primeros focos ya que una vez instalada es muy difícil combatirla debido a la abundante secreción algodonosa que produce este insecto. 
En general, se suelen recomendar productos organofosforados como el metilclorpirifos o el clorpirifos.
Para saber que productos químicos se pueden utilizar para combatir esta plaga es recomendable acudir al registro de productos fitosanitarios permitidos del país donde se encuentra el cultivo. 
En todo caso, es muy recomendable contar con los servicios de un asesor técnico de cultivos antes de tomar ninguna medida de control químico.